# Myofibriller

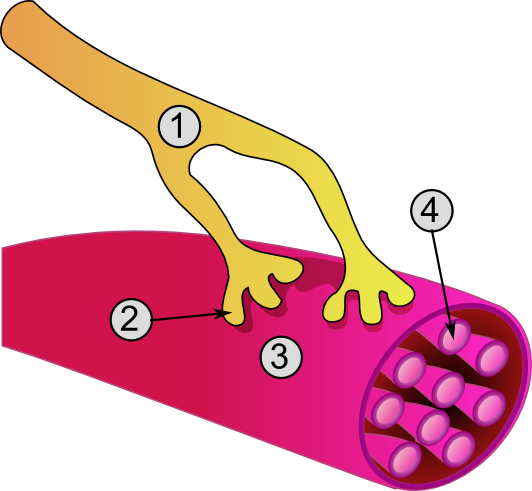
4. Myofibrill.

Myofibriller är mycket små cylinderformade organeller som utgör en viktig beståndsdel av muskelfibrer. Myofibriller är i sin tur uppbyggda av en ännu mindre enhet: sarkomerer. Dessa sarkomerer består av fyra olika filament: aktin, myosin, tropomyosin och troponin.